# OR4Q3
OR4Q3 (англ. Olfactory receptor family 4 subfamily Q member 3) – білок, який кодується однойменним геном, розташованим у людей на короткому плечі 14-ї хромосоми. Довжина поліпептидного ланцюга білка становить 313 амінокислот, а молекулярна маса — 35 491.
| 10         |  | 20         |  | 30         |  | 40         |  | 50         |
| ---------- |  | ---------- |  | ---------- |  | ---------- |  | ---------- |
| MKKEQDSNVT |  | EFVLLGLSSS |  | WELQLFLFLL |  | FLFFYIAIVL |  | GNLLIVVTVQ |
| AHAHLLQSPM |  | YYFLGHLSFI |  | DLCLSCVTVP |  | KMLGDFLQQG |  | KSISFSGCLA |
| QIYFLHFLGA |  | SEMFLLTVMA |  | YDRYVAICNP |  | LRYLTVMNPQ |  | LCLWLVLACW |
| CGGFIHSIMQ |  | VILVIQLPFC |  | GPNELDNFYC |  | DVPQVIKLAC |  | MDTYVVEVLV |
| IANSGLLSLV |  | CFLVLLFSYA |  | IILITLRTHF |  | CQGQNKVFST |  | CASHLTVVSL |
| IFVPCVFIYL |  | RPFCSFSVDK |  | IFSLFYTVIT |  | PMLNPLIYTL |  | RNTDMKTAMK |
| KLRIKPCGIP |  | LPC        |  |            |  |            |  |            |

A: Аланін

C: Цистеїн

D: Аспарагінова кислота

E: Глутамінова кислота

F: Фенілаланін

G: Гліцин

H: Гістидин

I: Ізолейцин

K: Лізин

L: Лейцин

M: Метіонін

N: Аспарагін

P: Пролін

Q: Глутамін

R: Аргінін

S: Серин

T: Треонін

V: Валін

W: Триптофан

Кодований геном білок за функціями належить до рецепторів, g-білокспряжених рецепторів, білків внутрішньоклітинного сигналінгу. 
Локалізований у клітинній мембрані, мембрані.